# Andrés Desábato
Andrés Alberto Desábato (Murphy, Provincia de Santa Fe, Argentina; 30 de marzo de 1990) es un futbolista argentino. Se desempeña como arquero en C. A. Platense de la Primera División de Argentina.

## Trayectoria
Realizó su formación futbolística en Vélez Sársfield, club en el que permaneció hasta agosto de 2012. En aquella ocasión, aceptó ser cedido a préstamo a Guaraní Antonio Franco de Misiones, entidad que militaba el Torneo Argentino A y que necesitaba un reemplazo para su arquero, Gonzalo Ponzio, que se encontraba lesionado.
Andrés Desábato, en un principio, iba a ser el primer suplente de Germán Montoya tras la partida de Marcelo Barovero hacia River Plate, pero la llegada de Sebastián Sosa lo relegaría nuevamente, por lo que decidió aceptar el reto de jugar en el interior del país. Finalmente, el hermano Luis Desábato (defensor de Vélez Sársfield) tuvo unos partidos como titular en el club misionero, pero luego alternó dicha condición con la suplencia junto a Federico Cosentino, el otro arquero del plantel.
En el 2014 arribó al Club Atlético Platense para ser suplente de Claudio Flores.
En el 2018 se consagraría campeón de la Primera B con Platense.
En 2022 se produce su traspaso a All Boys y siguió su trayectoria con pasos por Barracas Central y Bolívar de La Paz. En julio de 2024 se realiza el retorno a Platense.

## Vida personal
Andrés Alberto Desábato es hermano gemelo de Leandro Luis Desábato y primo del multicampeón argentino y campeón de la Copa Libertadores de América 2009 con Estudiantes de La Plata, Leandro Desábato.

## Clubes
| Club                   | País      | Año       |
| ---------------------- | --------- | --------- |
| Vélez Sarsfield        | Argentina | 2009-2012 |
| Guaraní Antonio Franco | Argentina | 2012-2013 |
| Platense               | Argentina | 2014-2021 |
| All Boys               | Argentina | 2022      |
| Barracas Central       | Argentina | 2023      |
| Bolívar                | Bolivia   | 2024      |
| Platense               | Argentina | 2024-Act. |

## Palmarés

### Torneos Nacionales
| Título           | Club                   | País      | Año     |
| ---------------- | ---------------------- | --------- | ------- |
| Primera B        | Club Atlético Platense | Argentina | 2018    |
| Primera División | Club Atlético Platense | Argentina | A- 2025 |

### Otros logros
| Logro                      | Club                   | País      | Año  |
| -------------------------- | ---------------------- | --------- | ---- |
| Ascenso a Primera División | Club Atlético Platense | Argentina | 2020 |